# Stendaler Kleinbahn Nr. 97
Der Triebwagen Stendaler Kleinbahn T 97 gehört zu den ersten Triebwagen der DWK Kiel und entstand 1925. Er wurde durch die Stendaler Kleinbahn beschafft und gehörte zur DWK-Typenreihe IV, und dort zu der Ausführung mit geraden Kopfteilen, die im Volksmund den Beinamen „Kommißbrot“ erhielt. Von der Bauweise ist der Wagen ähnlich dem Typ V, etwa MFWE T I und DR 751 bis 754, ausgeführt, gegenüber diesen Fahrzeugen unterscheidet er sich durch eine geringere Länge, geringere Motorleistung und geringere Höchstgeschwindigkeit.
1937 gelangte der Triebwagen zur Kleinbahn Erfurt–Nottleben. Nach Kriegsende wurde er 1949 durch Verstaatlichung in den Bestand der DR übernommen und erhielt die Betriebsnummer VT 137 520.

## Geschichte
Von dieser Art Triebwagen entstanden bei der DWK eine ganze Reihe schmalspuriger und normalspuriger Fahrzeuge. Ihre Bauartmerkmale waren:
- einmotorige Maschinenanlage
- Ganzstahlwagenkasten mit trapezförmigen Wagenenden
- Drehgestellbauweise
- Dachkühlanlage.

Der ganzstählerne vernietete Wagenkasten wurde im Gegensatz zum MFWE T II mit einer trapezförmigen Stirnfront gestaltet, die ähnlich den Triebwagen DR 751 bis 754 war. Über den Einsatz des Triebwagens, der die DWK-Betriebsnummer 43 trug, ist nur bekannt, dass er bei der Stendaler Kleinbahn als T 97 eingesetzt war. Während des Krieges wurde der Wagen mit Flüssiggasantrieb weiterbetrieben. Nach 1946 wurde der Wagen in Erfurt weiterbetrieben und versah auf den Strecken in der Umgebung Dienst bis etwa 1959. Dann wurde er z-gestellt und Mitte der 1960er Jahre ausgemustert.

## Konstruktive Merkmale
Die äußeren Abmaße dieser Fahrzeuge stimmen mit dem genannten Fahrzeug überein, welches als DWK-Typ IV bezeichnet wurde. Der Maschinentragrahmen war auf den Drehgestellen gelagert. Diese Konstruktion hatten den Vorteil, dass die Maschinenanlage nach dem Abheben des Wagenkastens frei zugänglich war, was wesentliche Erleichterungen bei der Instandhaltung bot und die Reibungsmasse etwas günstiger als bei den Spitzmäusen war. Der Wagenkasten war in Ganzstahlbauweise als Nietkonstruktion hergestellt und hatte die typische Kopfform der Wagen von DWK. Er stützte sich über Schraubenfedern auf den Wiegebalken der Drehgestelle ab. Das Fahrgastabteil galt zur damaligen Zeit als modern. Der Fahrzeugteil war äußerst gelenkig und gestattete das Befahren von Gleisradien bis 30 Metern.
Die gesamte Konstruktion war sehr einfach gehalten, so dass jede Eisenbahnwerkstatt nach einer Anleitung Reparaturarbeiten übernehmen konnte. Der Ottomotor, der mit obenliegender Nockenwelle und hängenden Ventilen gesteuert wurde, übertrug seine Leistung über eine Trockenkupplung, die mit Fußbetätigung zu bedienen war, auf ein Vierganggetriebe. Dabei verrichtete der Lokführer im Stehen seine Arbeit. Dieses Vierganggetriebe wurde mechanisch noch mit Zahnradverschiebungen geschaltet. Dafür war auf jedem Führerstand ein Handrad zur Gangschaltung eingerichtet. Die inneren Radsätze jedes Drehgestells wurden von dem Getriebe über Gelenkwellen und Achsgetriebe angetrieben. Die Radsätze waren in Rollenlagern gelagert.
Der Motor wurde elektrisch angelassen. Standardmäßig waren die Fahrzeuge ab Werk mit einer Handbremse und einer elektrischen Bremse ausgerüstet. Gegen Mehrpreis konnte auch eine Druckluftbremse eingebaut werden.
Bei den Fahrzeugen wurde in den 1930er Jahren die Maschinenanlage erneuert und mit Dieselmotor und dem Mylius-Getriebe umgerüstet, was die Grundlage für die lange Lebensdauer der Fahrzeuge war.